# オーラル・イントロダクション
オーラル・イントロダクション（英: Oral Introduction）は英語の授業において、英語を使って新教材を導入する方法のひとつである。多くの場合、英語で生徒とオーセンティックなやりとりをしながら、教科書の題材内容や言語材料を導入する。音声でのインタラクションなので、生徒を注目させるために教科書は閉じた状態で行う。主に既習の英語を使いながら、そこに新出事項を付け加えるので、既習事項と新出事項の橋渡しとなる。また新教材を意味のある発話として提示し、動機付け（motivation）の作業も含む。
具体的には、長い文は単文などの短い文に言い換えたり、新出語彙は既習表現を使って言い換えたり定義で説明する。または実物・絵を見せたり実演することも有効である。新出語彙や文型は、その都度、口頭練習を行う。抽象的な題材や難しい話題の場合は、背景知識を追加して生徒の理解を助けることもある。せいぜい7分から10分以内で終わらせるのが理想である。
オーラル・イントロダクションでおおざっぱに内容を把握することができると、その後の授業展開がスムーズに進む。オーラル・イントロダクションで「導入」したあとは、解説や音読、書く活動などが行われる。
文法・訳読式の授業に比べて、準備に時間がかかるなど、教師の負担は大きい。

## 背景となる考え方
オーラルメソッドを提唱したハロルド・パーマーは、外国語教育および学習においては「聞くことおよび話すこと」、すなわち音声を第一義的な技能と考えた。音声言語から文字言語へと言う原則である。また、単に理解する（Identification）するだけではなく、使えるようにする（Fusion）ためには、下記の五つの習性が必要だと述べている。はじめの四つの習性を簡単に述べると、まず外国語をよく聞き、それを口真似してくり返す。そしてその言葉を聞いたらすぐにその内容を思い浮かべたり、またその内容を思い浮かべたらすぐにその言葉を思い浮かべるようにするということである。これは単語レベルだけでなく、熟語や文章に関しても同様である。

## 言語習得の五習性
- 耳による観察（Auditory Observation）
- 口による再現（Oral Reproduction）
- 口馴らし（Catenizing）
- 聴覚像と意味との融合（Semanticizing）
- 類推による作文（Composition by Analogy）

## 解説との関係
オーラル・イントロダクション後に行われる解説はオーラル・イントロダクションと補完関係にある。
オーラル・イントロダクションは英語で行われるので、新出事項を理解するだけではなく、既習事項を聞いたり話したりする言語運用の訓練にもなる。しかし細かいニュアンスや語法などを英語で説明するのは現実的ではない。
そこで、オーラル・イントロダクションに続く解説では、英語では説明しづらいことを日本語で詳細に扱う。ただし英語でオーラル・イントロダクションしたことを、日本語でくり返すということではない。英語によるオーラル・イントロダクションでは扱えない事柄を日本語で補足するというイメージである。オーラル・イントロダクションと解説を足すと100%になるのである。オーラル・イントロダクションと解説のどちらに比重が置かれるかは、学年や教科、レッスンなどによって変わる。

## 参考となる文献
- 財団法人語学教育研究所『英語指導技術再検討』大修館書店、1988年
- 小菅敦子・小菅和也『スピーキングの指導』研究社出版、1995年
- 『私家版英語教育ジャーナル若林俊輔教授退官記念論文集』若林俊輔教授退官記念論文集編集委員会、1995年
- 隈部直光教授古稀記念論集編集委員会『21世紀の英語教育への提言と指針―隈部直光教授古稀記念論集』開拓社、2002年
- 『語研ジャーナル』第3号、財団法人語学教育研究所、2004年